# هيرون سوكاراس
هيرون سوكاراس مواليد 29 يناير 1993 في هافانا، هو ملاكم محترف كوبي يصنف ضمن فئة وزن الديك.

## إحصائيات
خاض خلال مسيرته 12 نزالا، فاز في 11 وتعادل في 1 ولم يخسر. فاز بالضربة القاضية في 8 نزالات.

## روابط خارجية
- هيرون سوكاراس على موقع بوكس ريك (الإنجليزية) (registration required)